# دلتا (کنتاکی)
دلتا (به انگلیسی: Delta) یک منطقهٔ مسکونی در ایالات متحده آمریکا است که در شهرستان وین، کنتاکی واقع شده‌است. دلتا ۲۵۰٫۸۵ متر بالاتر از سطح دریا واقع شده‌است.